# Micro-région de Győr
La micro-région de Győr (en hongrois : győri kistérség) est une micro-région statistique hongroise rassemblant plusieurs localités autour de Győr.